# Carlo Campogalliani
Carlo Campogalliani ( Concordia sulla Secchia, Italia, 10 de octubre de 1885-Roma, 10 de agosto de 1974) cuyo nombre completo era Giovanni Battista Carlo Campogalliani, fue un director, actor, guionista y productor cinematográfico de nacionalidad italiana.

## Actividad profesional
Inició su carrera cinematográfica en 1915, en la época del cine mudo, al principio como actor y sucesivamente como guionista, productor y director. En 1921 conoció a la actriz Letizia Quaranta, con la que se casó, y a la cual dirigió en la mayor parte de sus filmes. Entre 1924 y 1925 dirigió varios filmes en Argentina.
Rodó su primera cinta sonora, Cortile, en 1930, con Ettore Petrolini, y en la década de 1950 fue uno de los cineastas protagonistas del género dramático sentimental.
Carlo Campogalliani falleció en 1974 en Roma, Italia.

## Filmografía

### Como director
- Il violino di Ketty, (1914)
- Sesso debole (1914)
- Il rivale di papà, (1914)
- L'immagine dell'altra, (1914)
- Senza mamma, (1915)
- Le rose della mamma, (1915)
- Romanticismo, (1915)
- Al gufo nero, (1915)
- La serata d'onore di Buffalo, (1916)
- L'isola tenebrosa, (1916)
- Hilka, (1916)
- Il germoglio della morte, (1916)
- Davanti alla legge, (1916)
- Da boxeur a detective, (1916)
- La collana della felicità, (1916)
- Il veliero della morte, (1917)
- Il tenente del IX lancieri, (1917)
- La corsa alla morte, (1917)
- Buffalo II, (1917)
- Il marchio rosso, (1918)
- Scacco matto, (1919)
- Maciste I, (1919)
- L'inverosimile, (1919)
- La trilogia di Maciste, (1920)
- Il teschio d'oro, (1920)
- Maciste contro la morte, (1920)
- Il testamento di Maciste, (1920)
- Tempesta in un cranio, (1921)
- Un simpatico mascalzone, (1921)
- La signora delle miniere, (1921)
- Scalabrino, (1921)
- La nave dei morti, (1921)
- La casa della paura, (1921)
- Bersaglio umano, (1921)
- Ted l'invisibile, (1922)
- La droga di Satana, (1922)
- La vuelta del toro salvaje, (1924)
- El consultorio de Madame René, (1924)
- La esposa del soltero, (1924)[2][1]
- La mujer de medianoche, (1925)
- Ich hab mein Herz im Autobus verloren, (1929)
- Medico per forza, (1931)
- Cortile, (1931)
- La lanterna del diavolo, (1931)
- Stadio, (1934)
- I quattro moschettieri, (1936)
- La grande luce, (1939)
- La notte delle beffe, (1939)
- Cuori nella tormenta,(1940)
- Il cavaliere di Kruya, (1940)
- Il bravo di Venezia, (1941)
- Perdizione, (1942)
- Musica proibita, (1942)
- Il treno crociato, (1943)
- Silenzio, si gira!, (1943)
- L'innocente Casimiro, (1945)
- La gondola del diavolo, (1946)
- La mano della morta, (1949)
- La figlia del mendicante, (1949)
- Bellezze in bicicletta, (1951)
- Bellezze in moto-scooter, (1952)
- Se vincessi cento milioni, (1953)
- L'orfana del ghetto, (1954)
- Foglio di via, (1954)
- Torna piccina mia!, (1955)
- Canzone del cuore, (1955)
- Mamma sconosciuta, (1956)
- L'angelo delle Alpi, (1957)
- Ascoltami, (1957)
- Serenatella sciuè sciuè, (1958)
- Capitan Fuoco, (1958)
- El terror de los bárbaros, (1959)
- Maciste nella Valle dei Re, (1960)
- Ursus, (1961)
- Rosmunda e Alboino, (1962)
- Fontana di Trevi, (1964)
- Il ponte dei sospiri, (1964)

### Como actor
| - Re Lear, (1910) - L'adultera, (1911) - Il debito dell'Imperatore, (1911) - Sigfrido, (1912) - Follia d'amore, (1912) - Il bersaglio vivente, (1912) - L'amico dello sposo, (1912) - Satana, (1912) - La statuetta di Nelly, (1913) - L'epopea napoleonica, (1913) - Come Robinet sposa Robinette, (1913) - Agenzia Griffard, (1913) - La figlia di Zazà, (1913) - Gli ultimi giorni di Pompei, (1913) - Il notturno di Chopin, (1913) - Gli artigli di Griffard, (1913) - Il violino di Ketty, (1914) - Il romanzo di un re, (1914) - Il rivale di papà, (1914) - La punizione, (1914) - L'immagine dell'altra, (1914) - Delenda Carthago!, (1914) - Senza Mamma, (1915) - Le rose della mamma, (1915) - L'onore di morire, (1915) - Al Gufo Nero, (1915) - Verso l'aurora, (1916) | - L'isola tenebrosa, (1916) - Hilka, (1916) - Il germoglio della morte, (1916) - Davanti alla legge, (1916) - Da boxeur a detective, (1916) - La collana della felicità, (1916) - Scacco matto, (1919) - Maciste I, (1919) - L'inverosimile, (1919) - La trilogia di Maciste, (1920) - Il teschio d'oro, (1920) - Il viaggio di Maciste, (1920) - Il testamento di Maciste, (1920) - Tempesta in un cranio, (1921) - Un simpatico mascalzone, (1921) - La signora delle miniere, (1921) - La nave dei morti, (1921) - La casa della paura, (1921) - Bersaglio umano, (1921) - La rivincita di Maciste, (1921) - Ted l'invisibile, (1922) - La droga di Satana, (1922) - La vuelta del toro salvaje, (1924) - El consultorio de Madame René, (1924) - La mujer de medianoche, (1925) - Amor de Apache, (1930) - La stella del cinema, (1931) |

## Premios y distinciones
Festival Internacional de Cine de Venecia
| Año  | Categoría      | Película | Resultado |
| ---- | -------------- | -------- | --------- |
| 1934 | Medalla de Oro | Stadio   | Ganador   |